# Ostrander, Ohio
Ostrander là một làng thuộc quận Delaware, tiểu bang Ohio, Hoa Kỳ. Năm 2010, dân số của làng này là 643 người.

## Dân số
- Dân số năm 2000: 405 người.
- Dân số năm 2010: 643 người.